# 咸悦站
咸悦站（：／ Hamyeol yeok */?）是湖南線沿線的一座鐵路車站，位于韓國全羅北道益山市咸悅邑，有無窮花號列車停靠。

## 历史
- 1911年11月10日 - 落成使用。

## 相鄰車站
韓國鐵道公社
湖南線
龍東－咸悅－黃登